# 양보 (후한)
양보(諒輔, ? ~ ?)는 후한의 관료로, 자는 한유(漢儒)이며, 광한군 신도현(新都縣) 사람이다.

## 행적
군의 오관연(五官掾)이었다.
여름에 큰 가뭄이 들어 태수가 산천에 기우제를 올렸는데도 여러 날에 걸쳐 비가 내리지 않았다. 양보는 스스로 밖으로 나와 자신의 잘못이라며 통곡하고는 스스로 제물이 되고자 섶을 지고 불구덩이에 뛰어들려고 하였는데, 그날 바로 비가 내려 온 땅을 적셨다. 세간에서는 양보의 정성을 칭송하였다.

## 출전
- 범엽, 《후한서》 권81 독행열전